# Ties Evers
Ties Evers (Gaanderen, 14 maart 1991) is een Nederlands voetbaltrainer en voormalig voetballer. Hij speelde vooral als links- of rechtsback of in een verdedigende rol centraal op het middenveld en kwam in het betaalde voetbal uit voor De Graafschap, AGOVV en FC Volendam.

## Loopbaan
Evers begon met voetballen in zijn geboortedorp bij VVG '25 en kwam vervolgens in de jeugdopleiding van De Graafschap terecht. In het seizoen 2009/10 dwong De Graafschap als kampioen van de Eerste divisie promotie af naar de Eredivisie, maar Evers kwam dat seizoen niet tot speelminuten. Hij maakte op 22 september 2010 zijn debuut in het betaald voetbal, toen hij het met De Graafschap opnam tegen FC Utrecht in het toernooi om de KNVB beker. Twee jaar later degradeerde Evers met zijn ploeg via de nacompetitie weer terug.
De Graafschap verhuurde Evers in augustus 2012 voor het restant van het seizoen aan competitiegenoot AGOVV uit Apeldoorn. Nadat deze ploeg in januari 2013 failliet werd verklaard, keerde Evers vervroegd terug naar Doetinchem. Hij kwam tot zestien duels als speler van AGOVV. Met De Graafschap bereikte de verdediger zowel in 2013 als in 2014 de play-offs om promotie, maar zonder succes. 
In augustus 2014 sloot Evers op amateurbasis aan bij FC Volendam, nadat zijn contract bij De Graafschap eerder was afgelopen. Hij had ook een aanbieding van Sparta Nijkerk, maar zijn voorkeur ging naar eigen zeggen uit naar een club uit het betaalde voetbal. Hij wist zich in de basis te spelen en tekende vervolgens in februari 2015 een contract voor anderhalf seizoen. Bij FC Volendam groeide Evers uit tot vaste waarde in de verdediging. In 2015 liep hij met zijn ploeg promotie naar de Eredivisie mis, doordat er in de finale verloren werd van zijn oude werkgever De Graafschap.
Aan het einde van het seizoen 2018/19 werd Evers' aflopende contract door FC Volendam niet verlengt. Hij werd vervolgens leraar en ging voetballen bij de amateurs van VVSB, waar hij één seizoen speelde.
Evers werd medio 2023 aangesteld als hoofdtrainer van VVG '25 uit Gaanderen, spelende in de Tweede klasse. In zijn eerste seizoen verspilde de ploeg op de slotdag door een nederlaag de titel aan DVC'26.

## Clubstatistieken
| Seizoen | Club              | Land      | Competitie        | Wed. | Dlp. |
| ------- | ----------------- | --------- | ----------------- | ---- | ---- |
| 2009/10 | De Graafschap     | Nederland | Eerste divisie    | 0    | 0    |
| 2010/11 | De Graafschap     | Nederland | Eredivisie        | 11   | 0    |
| 2011/12 | De Graafschap     | Nederland | Eredivisie        | 21   | 0    |
| 2012/13 | → AGOVV Apeldoorn | Nederland | Jupiler League    | 16   | 0    |
| 2012/13 | De Graafschap     | Nederland | Jupiler League    | 5    | 0    |
| 2013/14 | De Graafschap     | Nederland | Jupiler League    | 18   | 0    |
| 2014/15 | FC Volendam       | Nederland | Jupiler League    | 30   | 0    |
| 2015/16 | FC Volendam       | Nederland | Jupiler League    | 32   | 1    |
| 2016/17 | FC Volendam       | Nederland | Jupiler League    | 19   | 0    |
| 2017/18 | FC Volendam       | Nederland | Jupiler League    | 29   | 0    |
| 2017/18 | Jong FC Volendam  | Nederland | Derde divisie za. | 4    | 0    |
| 2018/19 | FC Volendam       | Nederland | Jupiler League    | 11   | 0    |
| 2019/20 | VVSB              | Nederland | Derde divisie za. | 21   | 0    |